# Journey Into Spring
Journey Into Spring (zu deutsch Reise in den Frühling) ist ein britischer Dokumentar-Kurzfilm von Ralph Keene aus dem Jahr 1958, produziert von Ian Ferguson.
Der Film war in zwei Kategorien für einen Oscar nominiert.

## Inhalt

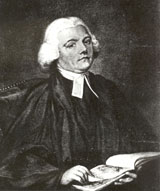
Gilbert White

Der Film dokumentiert eine Reise durch die Zeit des Frühlings. Die erste Exkursion konzentriert sich auf das 18. Jahrhundert und zollt der Arbeit des englischen Landpfarrers, Naturforschers und Ornithologen Gilbert White (1720–1793) Tribut. In der zweiten Studie wird die sich wandelnde Naturlandschaft in der Nähe von Whites Heimatstadt Selborne in Hampshire in den Monaten März bis Mai beobachtet.
Für Blässhühner, Teichhühner und weitere Tiere beginnt im März der Brutzyklus, sie suchen nach Partnern und bauen ihre Nester. Im seichten Flussufer laichen Frösche, Bachstelzen spazieren umher, Mäuse, Ameisen und Igel ziehen ihre Kreise. Weidenkätzchen treiben aus.
Im April sind vielerlei Nester zu beobachten, so das der Feldlerche, des Blässhuhns, das in Hecken brütet, der Schwanzmeise, die ein Nest im Turm bevorzugt und das des Dabchicks, dessen Nest Treibholzstücken gleicht, um Raubtiere zu täuschen. In den Gewässern schlüpfen Kaulquappen und graue Bachstelzen nisten im ummauerten Ufer eines flachen Baches.

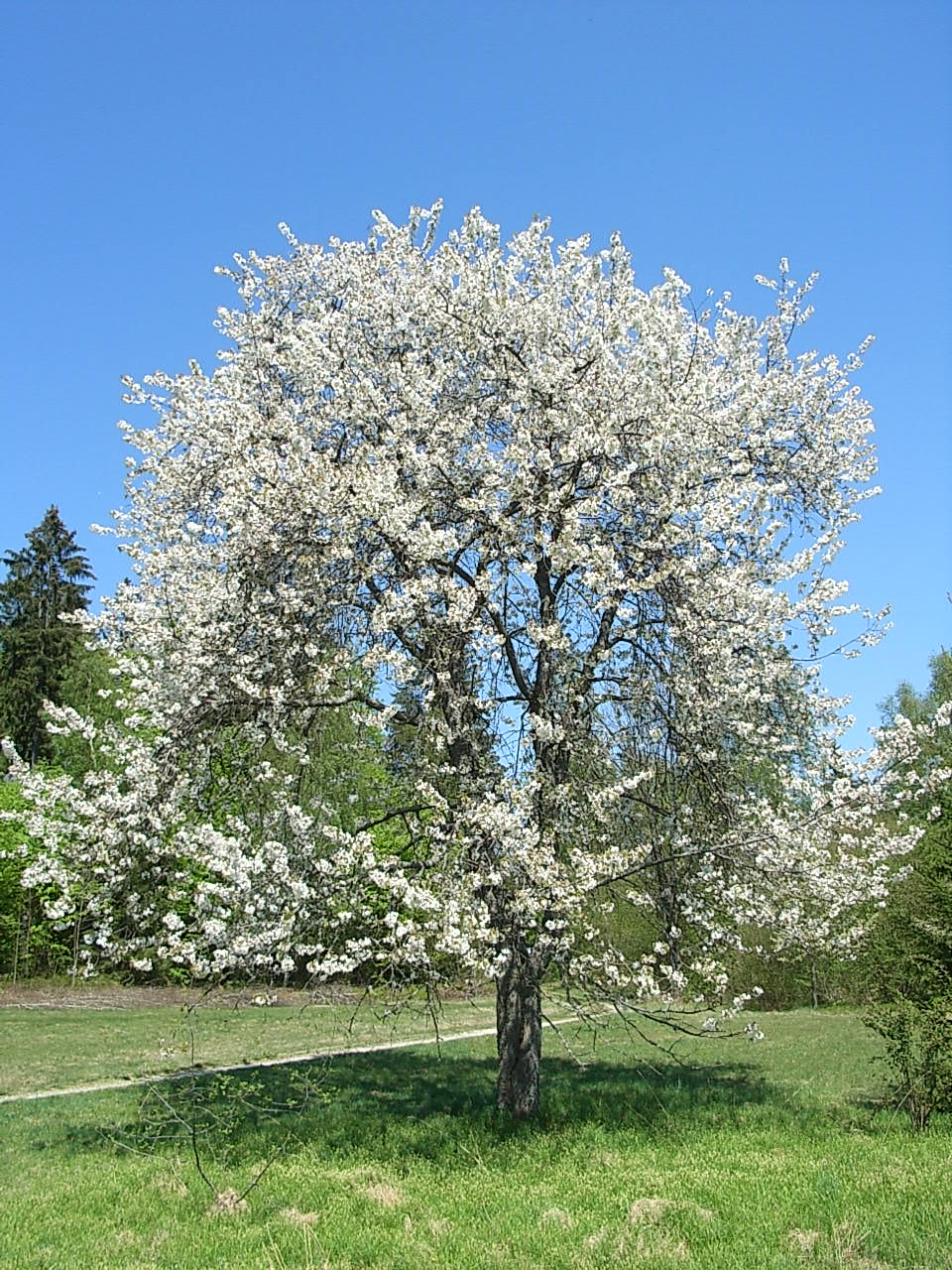
Erblühende Wildkirsche

Im Mai scheint alles vor Lebendigkeit zu vibrieren. Das Gras färbt sich kräftig grün, Blätter verändern ihre Farbe und Vögel sind damit beschäftigt, ihre Brut zu versorgen. Wühlmäuse sind auf der Suche nach grünen Trieben und Blättern. Eichen, Schwarzdorn, Weißdorne, Krabapfelbäume, Pflaumenbäume und weiße Wildkirsche fangen an zu blühen. Tiere genießen die Sonnenstrahlen. Im Heckennest eines Sperlingspaars schlüpft ein Kuckucksjunges und setzt sich sogleich gegen seine „Geschwister“ durch. Durch den Bach huschen Stichlinge und Maulwürfe graben sich ein. Aus Afrika kommen die Schwalben zurück, während Mehlschwalben schon ihre Nester unter den Dächern bauen, und die Bienen den Kreislauf der Natur in Bewegung halten.
Dieser Ablauf ist in Selborne seit nahezu zwei Jahrhunderten gleich geblieben. Die Naturgegebenheiten prägen die Charakteristik der englischen Landschaft und erfreuen diejenigen, die nach so etwas suchen.

## Produktionsnotizen, Hintergrund
Produziert wurde der Film von British Transport Films, verliehen von Paramount Pictures, Schoenfeld Films und BFI Video.
Der englische Dichter, Romancier und Drehbuchautor Laurie Lee schrieb die von Stephen Murray gesprochenen Kommentare, die Kamera führte der bekannte Wildlife-Kameramann Patrick Carey. Regisseur Ralph Keene setzte mit diesem Film eine lange Reihe von Filmen im Bereich Naturgeschichte bei British Transport Films in Gang. Der britische Filmproduzent Edgar Anstey erklärte den Film zu einem seiner Favoriten; die Filmfirma erwarb sich einen beachtlichen Ruf für ihre naturgeschichtlichen Filme, was durch zwei Oscarnominierungen gleich für den ersten Film noch untermauert wurde.
Der Film wurde von BFI British Transport Films veröffentlicht und ist auf der DVD Off the Beaten Track enthalten.

## Rezeption

### Kritik
Bei Screenonline heißt es, dass dies auch über ein halbes Jahrhundert später einer der schönsten Filme von BTF sei und eine wertvolle Aufzeichnung der Aktivitäten und der Vielfalt, die in britischen Teichen und Hecken vor sich gehe und festgehalten worden sei.

### Auszeichnungen
BAFTA Film Award
- 1958: Gewinner des BAFTA Film Awards in der Kategorie „Bester Dokumentar-Kurzfilm“

Oscarnominierungen in den Kategorien „Bester Kurzfilm“ und „Bester Dokumentar-Kurzfilm“
- 1959: Journey Into Spring